# Камен Плочев
Камен Сотиров Плочев е български военнен лекар, о. з. полковник, професор, началник на Клиниката по инфекциозни болести към Военномедицинската академия, МБАЛ-София.

## Образование
Завършил магистърска степен по медицина в Медицинска академия, София през 1975 г. Придобива образователна и научна степен доктор през 1995 г., а научно звание доцент през 2001 г. Научна степен „доктор на медицинските науки“ през 2011. Научно звание професор през 2012 г. Има завършени специализации в Германия, Белгия, Холандия и др.

## Професионален път
Преподавател по епидемиология и инфекциозни болести във Военна болница – Русе (1979 – 1980 г.). Клиничен ординатор по инфекциозни болести във ВВМИ (1980 – 1984 г.). Преподавател по инфекциозни болести във Военна болница – Русе (1984 – 1985 г.). Асистент в Инфекциозна клиника – ВВМИ (1985 – 1988 г.). Заместник-началник на Инфекциозна клиника (1988 – 1991 г.). Заместник-началник (1991 – 1994 г.) и началник на Центъра по имунология към ВМА (1994 – 2000 г.). Началник на Клиниката по инфекциозни болести при ВМА – 2001.

### Членство
Проф. д-р Камен Плочев е член на Съюза на учените в България, Научното дружество по имунология, Научното дружество по инфекциозни болести, Международното общество по СПИН и Международната асоциация по клетъчен анализ, Европейското дружество по инфекциозни болести.

### Други данни
През 2000 г. проф. д-р Плочев е избран за член на Националния експертен съвет по СПИН и полово предавани болести, както и за член на Европейското дружество по инфекциозни болести и микробиология. Проф. д-р Плочев има научни публикации и монографии по проблемите на особено опасните инфекции, СПИН, грип, биологично оръжие и имунитета. На 19 април 2021 г. е награден с орден „Мадарски конник“ първа степен за високи постижения в областта на медицината и големи заслуги за развитието и укрепването на двустранните отношения в областта на здравеопазването и научните изследвания в медицината между Република България и водещи европейски държави.